# Fiera di Osnago
La Fiera di Osnago, con i suoi 11000 m² di spazio espositivo, è il polo fieristico principale della provincia di Lecco. Nasce a Osnago nel 1980 come organizzazione non profit, con lo scopo di coordinare le industrie e le associazioni della zona. Il gruppo di volontari che gestisce l'associazione è attivo anche nel campo delle missioni, specialmente in Kenya col Villaggio San Francesco.
Dai primi anni 90 (nella sua struttura stabile) è conosciuta in tutta la regione per la fiera campionaria San Giuseppe Artigiano e per eventi legati alle tradizioni locali, con l'obiettivo di far apprezzare i prodotti della tradizione meratese e brianzola.
Ospita annualmente la festa provinciale de l'Unità a settembre, e la festa interprovinciale di Liberazione a luglio.
Da qualche anno la Fiera organizza, in stretta collaborazione con la Provincia di Lecco, manifestazioni legate al territorio, come il Mercato dei prodotti agricoli brianzoli, ogni fine settimana, Manifesta, tra aprile e maggio, e altri eventi culturali.